# Łyngmiany
Łyngmiany (lit. Linkmenys) – wieś na Wileńszczyźnie (Litwa, w okręgu uciańskim, w rejonie ignalińskim. Położona jest pomiędzy jeziorami Żezdrys (lit. Žiezdras) i Usa (lit. Ūsiai).

## Historia
W czasach zaborów miasteczko w gminie Łyngmiany, w powiecie święciańskim, w guberni wileńskiej Imperium Rosyjskiego. W 1866 roku miało 290 mieszkańców. W 1905 roku liczyło 701 mieszkańców, 583 dziesięcin.
W dwudziestoleciu międzywojennym miasteczko leżało w Polsce, w województwie wileńskim, w powiecie święciańskim, w gminie Kołtyniany.
W 1931 w 101 domach zamieszkiwało 525 osób.
Miejscowość należała do miejscowej parafii rzymskokatolickiej. Podlegała pod Sąd Grodzki w Święcianach i Okręgowy w Wilnie; mieścił się tu urząd pocztowy obługujący znaczną część terenu gminy.
Było miejscowością graniczną położoną na przedwojennej granicy polsko-litewskiej. Znajdowała się tu siedziba wiejskiej gminy Łyngmiany (od 1929 roku przemianowanej na gminę Kołtyniany).
Pod koniec lipca 1941 roku współpracujący z Niemcami litewscy partyzanci zamordowali około 70 Żydów z Łyngmian.

## Urodzeni w Łyngmianach
- Ignacy Oziewicz (1887–1966) – pułkownik piechoty Wojska Polskiego, komendant Narodowych Sił Zbrojnych
- Stanisław Oziewicz (1880–1936) – pułkownik piechoty Wojska Polskiego